# The Lesbian Tide
The Lesbian Tide (1971-1980) fue un periódico lésbico publicado por la asociación Daughters of Bilitis de Los Ángeles. Se considera la primera revista lésbica en Estados Unidos que llegó a un público nacional y también la primera publicación estadounidense en utilizar la palabra "lesbiana" en su cabecera.

## Historia
The Lesbian Tide (La marea lésbica) se fundó en 1971 como el boletín informativo de la Daughters of Bilitis (DOB), en Los Ángeles, una organización considerada como la primera asociación nacional defensora de los derechos de las lesbianas, bajo el nombre de LA DOB Newsletter. El boletín estaba dirigido por miembros jóvenes del DOB y sus posturas políticas radicales crearon una ruptura con las editoras y miembros mayores y menos radicales de la asociación. En diciembre de 1972, el periódico se separó oficialmente de la DOB y pasó a llamarse Lesbian Tide. Con el nuevo título se convirtió en una publicación independiente con la activista y escritora Jeanne Córdova (exmiembro de DOB) como editora. 
Cuando Tide amplió su distribución de la zona de Los Ángeles a otras ciudades estadounidenses, se convirtió en el primer periódico nacional de lesbianas. La ambición de Córdova era crear un periódico que tuviera tanta circulación como la revista The Advocate, que en ese momento estaba dirigida a un público masculino homosexual. Sin embargo, The Lesbian Tide tuvo dificultades financieras y en un momento dado sus editoras publicaron un mensaje dirigido a sus lectoras: "¡Estamos en quiebra! Por favor envíen dinero" Debido a la falta de fondos, el periódico dejó de publicarse en 1980.
El contenido del periódico no era puramente lésbico, sino más amplio, centrándose especialmente en el movimiento feminista de la época, promocionaba servicios como el Centro de Alcoholismo para Mujeres y talleres de terapia sexual. 

## Importancia
The Lesbian Tide fue el primer periódico nacional de lesbianas en Estados Unidos.En un artículo para The Advocate, Diane Anderson-Minshall declaró que Jeanne Córdova y las demás redactoras del periódico "ayudaron a marcar la era del periodismo de defensa... No era propaganda, pero tampoco era algo oculto, de solo los hechos". 
En abril de 1973, el equipo de Lesbian Tide organizó y acogió la Conferencia de Lesbianas de la Costa Oeste en Los Ángeles.  Las redactoras de la revista declararon abiertamente su oposición a las leyes propuestas sobre censura y obscenidad en California, que consideraban homofóbas y antifeministas.
The Lesbian Tide fue "el periódico de referencia de la década del  feminismo lésbico" (1970-1980).Está clasificado entre los "de mayor excelencia periodística"  y se destacó por ser la primera publicación estadounidense en utilizar la palabra "lesbiana" en su cabecera.